# Ponte Areias
Ponte Areias (Ponteareas) é um município espanhol da província de Pontevedra, na comunidade autónoma da Galiza. Tem 125 km² de área e em 2021 tinha 22 942 habitantes (densidade: 183,5 hab./km²).

## Topónimo
O topónimo atual é resultado da fusão do nome composto Ponte de Areas e as suas variantes entre os séculos XV e XIX que propendiam a fusionar e logo eliminar a preposição "de". O primeiro nome vem da ponte medieval dos Remedios, sobre o rio Tea.

## Patrimônio
- Castelo de Sobroso: do século X, desempenhou um importante papel nas lutas regionais da Galiza, ao final da Idade Média.
- Castro de Troña: uma das principais jazidas arqueológicas da cultura castreja na Galiza.
- Convento de San Diego de Canedo: construído no século XVIII, foi declarado Bem de Interesse Cultural.
- Ponte dos Remedios: da Idade Média, deu seu nome ao município.

## Demografia
| Variação demográfica do município entre 1991 e 2016 | Variação demográfica do município entre 1991 e 2016 | Variação demográfica do município entre 1991 e 2016 | Variação demográfica do município entre 1991 e 2016 | Variação demográfica do município entre 1991 e 2016 |
| --------------------------------------------------- | --------------------------------------------------- | --------------------------------------------------- | --------------------------------------------------- | --------------------------------------------------- |
| 1991                                                | 1996                                                | 2001                                                | 2004                                                | 2016                                                |
| 15 731                                              | 17 360                                              | 19 011                                              | 21 049                                              | 22 963                                              |